# Rolf Bergmeier (Künstler)
Rolf Bergmeier (* 13. Dezember 1957 in Cuxhaven) ist ein deutscher Bildhauer und lebt in Hamburg.
Anfang der 1980er Jahre fiel er mit ungenehmigten Umgestaltungen von Helden- und Kriegerdenkmälern auf. 1983 und 1984 untersuchte er mit „Kommando Perle - eine heilerische Bearbeitung des latenten Faschismus im Bereich der deutschen Staatsgewalt“ die Möglichkeiten der bildenden Kunst zur direkten Einflussnahme. 1982 lernte er den Bildhauer Wulf Kirschner kennen, der ihm die Europäische Naturkunst nahebrachte. 1984 war er an der Organisation des „Zweiten Symposion Nordseeküste - Thema Wetter, Cuxhaven“ beteiligt.
Bergmeier hat seine Arbeit knapp 20 Jahre dem fortwährenden Experiment unterworfen, bis er 1997 mit seinen „Öl auf Holz“-Plastiken seinen Stil fand. Diese Arbeiten bestehen aus Netzwerken von Ästen, die Raum umfassen, ohne diesen abzugrenzen oder zu beschränken. 1998 wurde „Öl auf Holz/1“ im Salon Salder in der Städtischen Sammlung Salzgitter gezeigt.
2003 erhielt Bergmeier das Pollock-Krasner Stipendium New York. Seit 2004 ist eine „Öl auf Holz“-Plastik im Neuen Museum Weserburg in Bremen zu sehen. Das Werk ist inzwischen auf 70 Skulpturen angewachsen. Rolf Bergmeier war beim Skulpturenprojekt „sculpture@CityNord“ beteiligt, in dessen Rahmen vom 14. Mai bis zum 24. September 2006 dreißig Beiträge internationaler Künstler im City Nord Park Hamburg zu sehen waren. Im Jahr 2007 hatte er eine Einzelausstellung in der Nationalgalerie Mazedonien.
Arbeiten des Künstlers befinden sich unter anderem in der Sammlung Reinking (Museum Woods Art Institute), Sammlung Biedermann (Museum Art.Plus), Privatsammlung Obstkern (Wolfgang Schröder) sowie Sammlung der Markant-Stiftung und Sammlung Kaelin in der Schweiz.